# Canciller Supremo
Canciller Supremo es un título político dentro del universo ficticio de la saga Star Wars. Es el cargo que ejerce el poder ejecutivo de la República Galáctica. 
El canciller supremo es un ilustre senador elegido de entre los miembros del Senado Galáctico por una moción de confianza. El título ficticio se asimila al cargo de Canciller de Alemania u otros jefes de gobierno en repúblicas parlamentarias.

## Historia
Se conocen como Canciller Supremo a Finis Valorum que tras una moción de censura proclamada por la reina de Naboo, Padme Amidala, es sustituido de su cargo por Palpatine.
A los diez años de estar Palpatine como Canciller, se le conceden poderes especiales para crear un ejército que defienda a la República Galáctica del ataque de los separatistas de la Confederación de Sistemas Independientes. Aunque su mandato debió haber expirado, por orden del Senado su cargo se extendió hasta que se dieran por concluidas las Guerras Clon.
A los tres años de comenzar las Guerras Clon y tras el ataque del ejército clon al Templo Jedi, Palpatine reorganizó la República Galáctica en el Imperio Galáctico, remplazando el cargo de Canciller Supremo por el de Emperador.
- Datos: Q6402747